# Стефан Дойнов
Стефан Колев Дойнов е български учен-историк, професор и доктор на историческите науки, ръководител на българските архиви, през периода 1993 – 1997 г.

## Биография
Стефан Дойнов е роден на 29 април 1936 г., с. Царева ливада, община Дряново. През 1964 г. завършва история в Софийския университет „Св. Климент Охридски“. Започва кариерата си като учител в Априловската гимназия и музеен работник в Регионалния исторически музей, в гр. Габрово. През 1968 г. постъпва като аспирант в Института за исторически изследвания на Българската академия на науките.
През 1971 г. защитава дисертация на тема „Българското националноосвободително движение в началото на ХIХ в. (1800 – 1812)“, под научното ръководство на чл.-кор. проф. Страшимир Димитров.
От 1981 г. е старши научен сътрудник (по съвременната класификация – доцент), а от 1997 г. – професор в Института за исторически изследвания.
През периода 1993 – 1997 г. е ръководител на Главно управление на архивите, при Министерския съвет на Република България.
Умира на 19 февруари 2020 г. в София. Стефан Дойнов е баща на журналиста и телевизионен водещ Николай Дойнов.